# Шоа (фильм)
«Шоа́» (фр. Shoah) — французский документальный фильм Клода Ланцмана, вышедший в мировой кинопрокат в 1985 году. Фильм посвящён Холокосту — инициированному гитлеровской Германией систематическому уничтожению еврейского населения Европы.

## Производство
Исключительная особенность фильма — полное отсутствие архивных документальных кино и фотоматериалов, снятых до, во время и после окончания описываемых в нём событий. Фильм состоит из интервью, которые Клод Ланцман проводил в 1974—1980 гг. в 14 странах с участниками событий около городка Хелмно в Польше, в концентрационных лагерях Аушвиц (Освенцим), Треблинка, Терезиенштадт. Среди интервьюированных были выжившие в лагерях заключенные, их дети и родственники, бывшие немецкие охранники и офицеры, польские крестьяне, проживающие вблизи бывших концлагерей, гражданские лица из Германии, переехавшие в Польшу во время Второй Мировой войны, бюрократы нацистской Германии, историки и политические деятели. Фильм четко разделяет интервьюированных на три большие группы: жертв Холокоста, нацистских преступников и их пособников и пассивных свидетелей происходившего.
Сцены на идише, иврите и польском языке содержат последовательный перевод, что увеличило продолжительность фильма до девяти часов двадцати трёх минут (563 минуты). Сцены на английском, немецком и французском языках снабжены субтитрами.

## Сюжет
Фильм исследует четыре основных темы:
1. Хелмно, где для уничтожения евреев впервые были массово использованы мобильные душегубки.
2. Лагерь смерти Треблинка.
3. Лагерь смерти Аушвиц-Биркенау (Освенцим).
4. Варшавское гетто и восстание в нём.

Разделы, посвящённые Треблинке, включают показания узника лагеря Авраама Бомбы, работавшего парикмахером в «предбаннике» газовой камеры, заключенного Ричарда Глазара и офицера СС Франца Сухомеля, объясняющего устройство и пропускную способность газовой камеры. Сухомель согласился на интервью при условии, что его имя не будет раскрыто и он не будет идентифицирован в фильме; тем не менее Ланцману удалось снять интервью специальной инфракрасной камерой, спрятанной ассистентами, и интервью было включено в фильм. Генрик Гавковски, машинист составов, следовавших в Треблинку, рассказал, что, зная судьбу своих пассажиров, был способен вести составы только в состоянии алкогольного опьянения. Фотография Генрика Гавковского была использована для маркетинговой кампании фильма.
Свидетельства об Освенциме представлены бежавшим из лагеря Рудольфом Врбой и Филиппом Мюллером, членом зондеркоманды, сжигавшей тела после отравления газом в одном из постоянно горевших костров. Свидетельства предоставили также некоторые местные жители, видевшие поезда, ежедневно привозившие в лагерь большое число заключенных и возвращавшиеся пустыми. Они быстро догадались о судьбе пассажиров.
Двое из четырёх выживших в лагере Хелмно — Шимон Сребник, который был вынужден петь военные песни, чтобы развлечь нацистов, и Мордехай Подхлебник.
Жизнь и события в варшавском гетто описываются Яном Карским — связным польского правительства в изгнании и Францем Грасслером, нацистским администратором, который поддерживал связь с еврейскими лидерами гетто. Воспоминания переживших восстание в Варшавском гетто завершают фильм.
Историк Рауль Хильберг в фильме рассказывает о разработке нацистами идеи «окончательного решения еврейского вопроса».

## Критика
Фильм получил большое количество заметных и важных наград на международных кинофестивалях, вызвав, однако, яростные споры и критику. В частности, в Польше его критиковали за игнорирование польских граждан, спасавших евреев во время войны, а также польских граждан, убитых войсками Вермахта и СС во время немецкой оккупации.

### Отзывы
Фокеева М. П.: «В сущности мы можем говорить о том, что опыт просмотра „Шоа“ воссоздает Холокост с такой силой, что все культурные и исторические установки зрителя в отношении событий Холокоста претерпевают крах, по той причине, что происходит столкновение с реальностью свидетельства, с истиной, которое свидетельство порождает в момент его артикуляции — реальностью Холокоста».

### Награды
- 1986 — приз Caligari, приз ФИПРЕССИ и почётное упоминание католической киноорганизации на Берлинском кинофестивале.
- 1986 — почётная премия «Сезар».
- 1986 — приз за лучший документальный фильм на Роттердамском кинофестивале.
- 1987 — премия BAFTA за лучший документальный фильм.

### Тексты
- Shoah: an oral history of the Holocaust: the complete text of the film. New York: Pantheon Books, 1985;
- Témoins de Sartre. Paris: Gallimard, 2005;
- Ланцман К. Шоа. М.: Новое издательство, 2016.